# إيزار بيليد
إيزار بيليد [(بالعبرية: יזהר פלד‏)؛ 1961 - 7 أكتوبر 2023] هو ضابط شرطة إسرائيلي برتبة مفوض مساعد. شغل منصب قائد شرطة حرس الحدود في الضفة الغربية حتى تقاعده عام 2020. قُتل في الحرب الفلسطينية الإسرائيلية عام 2023.